# Barmecidi
I Barmecidi (in persiano برمکیان‎, Barmakīyān; in arabo البرامكة‎?, al-Barāmika) furono una famiglia nobile iranica che acquisì un immenso potere nel corso del primo califfato abbaside.

## Origini
La famiglia era originaria della regione di Balkh (nei pressi dell'odierna città afghana di Mazar-e Sherif). Si discute se inizialmente fosse di fede zoroastriana o, come sembra più probabile, buddista. A favore di questa seconda ipotesi gioca il fatto che il nome sembrerebbe derivare dal termine sanscrito per definire i "sacerdoti": प्रमुख Pramukh, arabizzato in Barmak), dal momento che il loro eponimo sembra fosse custode del monastero buddista di Nava Vihara (Nawbahar), a ovest di Balkh. Tradizionalmente, gli storici musulmani preferiscono credere che i Barmecidi fossero invece mazdei convertitisi poi all'Islam ma è noto che per l'Islam gli zoroastriani erano inclusi fra l'Ahl al-Kitab mentre il Buddismo non lo è. Secondo lo studioso André Clot essi "provenivano dal Khorasan, ma le loro radici erano buddiste, non zoroastriane" (p. 95).
Secondo la tradizione islamica, durante la conquista della Persia, la moglie del sacerdote fu catturata per breve tempo e messa nell'harem di ʿAbd Allah, fratello di Qutayba ibn Muslim, il conquistatore di Balkh, generandogli Khalid ibn Barmak (705-782). Barmak in seguito (verso il 736) ricostruì e abbellì la sua città natale di Balkh, dopo la ribellione di al-Hārith b. Surayj.
La famiglia si stabilì presto a Merv, un centro regionale di notevole rilevanza economica e politica.

## Influenza sotto i primi Abbasidi
La famiglia barmecide fu una sollecita sostenitrice della causa abbaside contro gli Omayyadi fin da quando essa si manifestò e sostenne il primo califfo abbaside, Abū l-ʿAbbās al-Saffāh. Questo consentì a Khalid ibn Barmak di godere di una notevole influenza a corte, tanto che già il figlio di Khalid, Yahya ibn Khalid (m. 806) fu vizir del califfo al-Mahdi (reg. 775–785), nonché tutore di Hārūn al-Rashīd (reg. 786-809). I figli di Yahya, al-Faḍl e Ja‘far (767-803) occuparono entrambi importanti posizioni di governo sotto al-Rashīd.
Numerosi Barmecidi furono patroni di studiosi e artisti, svolgendo un ruolo di primissimo piano nel processo di trasmissione delle conoscenze greche al mondo islamico, senza dimenticare quello relativo all'elaborazione delle scienze indiane, persiane, ebraiche e perfino cinesi, nell'importante centro di Gundishapur (Jundishapur). 
Per esempio, per i Barmecidi verseggiò il poeta Aban al-Lahiqi (... – 815), autore di favole e leggende, in particolare con l'opera Kalīla e Dimna.
Furono committenti e protettori di scienziati quali Giabir ibn Hayyan (Geber) e Jabrāʾīl b. Bakhtīshūʿ. Ad essi va riconosciuta l'immediata comprensione della rivoluzione costituita dalla fabbricazione della carta e la costruzione delle prime cartiere (al-Faḍl ne fece costruire una a Samarcanda e suo fratello Jaʿfar un'altra a Baghdad). Il potere dei Barmecidi in quell'epoca è riflessa nella silloge favolistica delle Mille e una notte, in cui il vizir Jaʿfar appare in numerosi racconti.

## Disgrazia e caduta
Nell'803, il casato barmecide cadde improvvisamente in disgrazia agli occhi di Hārūn al-Rashīd e molti suoi componenti furono mandati a morte o imprigionati e condannati alla confisca dei beni.
I fatti, tradizionalmente narrati, sono che Hārūn, avendo saputo dell'amore segreto che legava la propria sorella ʿAbbāsa con il vizir Jaʿfar, il quale, essendo fratello di latte del califfo, era per la legge coranica assimilato in tutto e per tutto ad un fratello di sangue, avesse imposto ai due, per risolvere una situazione suscettibile di creare scandalo, di contrarre un matrimonio bianco. Le condizioni imposte non sarebbero però state rispettate, per cui, alla notizia della nascita di un figlio della coppia, Hārūn avrebbe fatto arrestare il vizir, facendolo poi decapitare e crocifiggere sulla porta di un ponte sul Tigri. 
La tradizione apparve infondata allo storico Ibn Khaldun che sottolineò come il vero motivo delle azioni del califfo contro i Barmecidi fosse l'enorme ricchezza da loro accumulata e la straordinaria popolarità di cui essi godevano a causa della loro liberalità, della generosità e della grande dirittura morale. Tutto ciò potrebbe aver dunque creato un'incontenibile gelosia nel califfo, con la conseguente decisione di metter per sempre fine alle fortune della famiglia vizirale che aveva servito gli Abbasidi sotto Abū l-ʿAbbās al-Saffāh, al-Mansūr, al-Mahdī e al-Hādī.
Quale che sia la realtà della vicenda, narrata anche da al-Ṭabarī nella sua Taʾrīkh al-rusul wa l-mulūk (Storia dei profeti e dei re), essa non mancò di provocare un grande scalpore popolare, tanto che anche nelle Mille e una notte ne è tramandato il ricordo.

## Muhammad ibn Jarīr al-Tabarī e la versione di Ibn Khaldun
Tuttavia al-Ṭabarī e Ibn Khaldūn citano altri motivi, assicurando che il loro declino sarebbe stato graduale e non improvviso. Le loro ipotesi sono:
1. La stravagante abitudine dei Barmecidi di spendere copiosamente, al punto da mettere in ombra la generosità dello stesso califfo. Si dice che essi avessero addirittura costruito per loro una residenza, talmente sfarzosa (con la spesa di 20 milioni di dirham) da far sembrare poco cosa la stessa residenza califfale.
2. Al-Faḍl b. Rabīʿ, un fedele funzionario civile servitore abbaside, assai vicino a Hārūn e rivale dei Barmecidi, avrebbe convinto a fare spiare i Barmecidi per controllarne le attività e il loro comportamento a proposito della questione riguardante l'esponente hasanide Yaḥyā b. ʿAbd Allāh b. al-Ḥasan, fratellastro di Muhammad al-Nafs al-Zakiyya.[4]
3. L'esercito barmecide: sebbene tecnicamente l'esercito fosse pur sempre sotto il comando abbaside, in realtà i soldati prestarono giuramento di fedeltà ad al-Faḍl b. Yaḥya al-Barmakī, primogenito di Yaḥyā al-Barmakī, fratello di Jaʿfar e tutore dell'erede al califfato al-Amīn. Esso contava 50.000 unità. Negli ultimi tempi in cui fu al potere vizirale, al-Faḍl ordinò a 20.000 di questi soldati di dirigersi su Baghdad, perché fossero inquadrati in un corpo chiamato ʿAbbāsiyya. Ciò rese Hārūn assai sospettoso sulle reali intenzioni della riforma.
4. Il governatore del Khorasan a quel tempo, ʿAlī b. ʿĪsā b. Māhān, inviò una missiva a Hārūn in cui si lamentava delle condizioni della sua provincia, incolpando dello stato delle cose Mūsā b. Yaḥyā al-Barmakī, un altro fratello di Jaʿfar.
5. L'"incidente" del hasanide Yaḥyā b. ʿAbd Allāh b. al-Ḥasan: Nel 176 dell'Egira, Yaḥyā b. ʿAbd Allāh giunse in Daylam (Persia) da Fakhkh, dopo il fallimento d'una insurrezione condotta insieme al fratello Idrīs) e reclamò il suo diritto di guidare la Umma al posto di Hārūn. Un buon numero di persone lo seguì ed egli divenne tanto forte da creare fastidi agli Abbasidi. Hārūn riuscì a catturarlo e ordinò che fosse tenuto agli arresti domiciliari nell'abitazione di al-Faḍl a Baghdad. Tuttavia al-Faḍl, anziché prendere adeguate misure per impedirgli di fuggire, gli dette soldi e cavalcatura per fargli lasciare Baghdad. Gli Abbasidi considerarono tutto ciò come alto tradimento, indifferenti al fatto che l'accaduto mirasse in realtà a favorire un appianamento dei contrasti e a metter fine alla dura opposizione alide.
6. Un'altra ragione, cui però gli studiosi non attribuiscono alcuna credibilità, sarebbe stato il disegno di Jaʿfar di riprendere il culto del fuoco sacro zoroastriano nelle moschee, inclusa la Kaʿba.